# Amos Pieper
Amos Pieper (* 17. Januar 1998 in Lüdinghausen) ist ein deutscher Fußballspieler. Der Verteidiger steht bei Werder Bremen unter Vertrag und war Nachwuchsnationalspieler.

## Leben und Karriere

### Leben
Pieper entstammt einem katholisch geprägten Elternhaus und war unter anderem Ministrant. Nach dem Abitur am Gymnasium Canisianum begann er ein Fernstudium an der Fernuniversität Hagen.

### Vereinskarriere
Der Abwehrspieler Amos Pieper begann seine Karriere im Alter von vier Jahren beim FC Nordkirchen. Nach einer Saison bei Union Lüdinghausen wechselte er im Jahre 2010 in die Jugendabteilung von Borussia Dortmund. Mit den Dortmundern wurde er zweimal Meister der A-Junioren-Bundesliga. In der Saison 2015/16 gewannen die Borussen das Endspiel gegen die TSG 1899 Hoffenheim mit 5:3. Ein Jahr später setzten sich die Dortmunder im Finale mit 8:7 im Elfmeterschießen gegen den FC Bayern München durch. Dabei verwandelte Amos Pieper den entscheidenden Elfmeter zur Deutschen Meisterschaft vor der Rekordkulisse von 33.450 Zuschauern im Signal-Iduna-Park.
Im Sommer 2017 rückte Amos Pieper in den Kader der zweiten Mannschaft der Borussia auf und spielte fortan in der viertklassigen Regionalliga West. Dort absolvierte er 34 Spiele und erzielte ein Tor. Im Januar 2019 wechselte Pieper dann zum Zweitligisten Arminia Bielefeld. Sein Profidebüt absolvierte er am 8. Februar 2019, als er beim 3:0-Sieg der Arminia beim SSV Jahn Regensburg in der Halbzeitpause für Brian Behrendt eingewechselt wurde. In der Saison 2019/20 wurde er mit Bielefeld Zweitligameister und stieg in die Fußball-Bundesliga auf. Am 15. Februar 2021 erzielte Pieper auswärts beim 3:3 gegen den FC Bayern München per Kopf sein erstes Tor für den Verein. Mit diesem gelang ihm in derselben Spielzeit der direkte Klassenerhalt.
Am 18. Mai 2022 gab der SV Werder Bremen die Verpflichtung von Amos Pieper bekannt.

### Nationalmannschaft
Pieper absolvierte im November 2015 drei Partien für die deutsche U18-Nationalmannschaft.
Im November 2019 wurde Pieper von Cheftrainer Stefan Kuntz erstmals für die deutsche U21-Nationalmannschaft nominiert. In seinem zweiten U21-Länderspiel gegen die U21-Mannschaft von Belgien erhielt Pieper nach einer Notbremse in der 18. Minute die rote Karte. Kuntz berief ihn auch in den Kader für die Endrunde der Europameisterschaft 2021. Er kam bei allen Spielen über die volle Spielzeit zum Einsatz. Deutschland gewann das Finale der Endrunde mit 1:0 gegen Portugal und kürte sich somit zum Europameister.
Anfang Juli 2021 wurde Pieper von Kuntz in den Kader der deutschen Olympiaauswahl für das Fußballturnier der Olympischen Sommerspiele 2021 berufen.

## Erfolge
Borussia Dortmund
- Meister der A-Junioren-Bundesliga: 2016, 2017

Arminia Bielefeld
- Meister der 2. Bundesliga: 2019/20

Nationalmannschaft
- U-21-Europameister: 2021